# Кореница (Хорватия)
Кореница (хорв. Korenica) — город в области Лика, Хорватия, расположенный в муниципалитете Плитвицкие озера. По состоянию на 2011 г. проживает 1 766 человек.

## Известные уроженцы
- Грбич, Данило, югославский лётчик